# ヴァレッジョ・スル・ミンチョ
ヴァレッジョ・スル・ミンチョ（伊: Valeggio sul Mincio）は、イタリア共和国ヴェネト州ヴェローナ県にある、人口約16,000人の基礎自治体（コムーネ）。

## 地理

### 位置・広がり

#### 隣接コムーネ
隣接するコムーネは以下の通り。括弧内のMNはマントヴァ県所属を示す。
- カステルヌオーヴォ・デル・ガルダ
- マルミローロ (MN)
- モンツァンバーノ (MN)
- モッツェカーネ
- ペスキエーラ・デル・ガルダ
- ポンティ・スル・ミンチョ (MN)
- ロヴェルベッラ (MN)
- ソンマカンパーニャ
- ソーナ
- ヴィッラフランカ・ディ・ヴェローナ
- ヴォルタ・マントヴァーナ (MN)

### 気候分類・地震分類
気候分類では、zona E, 2440 GGに分類される。
また、イタリアの地震リスク階級 (it) では、zona 2 (sismicità media) に分類される。

## 行政

### 分離集落
ヴァレッジョ・スル・ミンチョには、以下の分離集落（フラツィオーネ）がある。
- Borghetto, Fontanello, Foroni, Salionze, Santa Lucia ai Monti, Vanoni, Remelli

## 文化・観光
分離集落Borghettoは、「イタリアの最も美しい村」クラブの加盟メンバーである。

## 姉妹都市
- Ichenhausen、ドイツ
- St. Johann in Tirol、オーストリア